# Apple Pencil
Apple Pencil（アップル・ペンシル）は、iPadの入力デバイスとしてAppleが開発したスタイラスペン。2015年9月9日にiPad Proと共に発表され、同年11月11日に発売された。
Apple Pencilはクリエイティブワークに使えるようデザインされ、圧力感知と角度検出機能を備えている。iPad用のタッチペンとして使用できる。 
ARMベースのCortex-M3、Bosch Sensortech 3軸加速度計が内蔵され、BluetoothでiPadと通信する。

## 概説

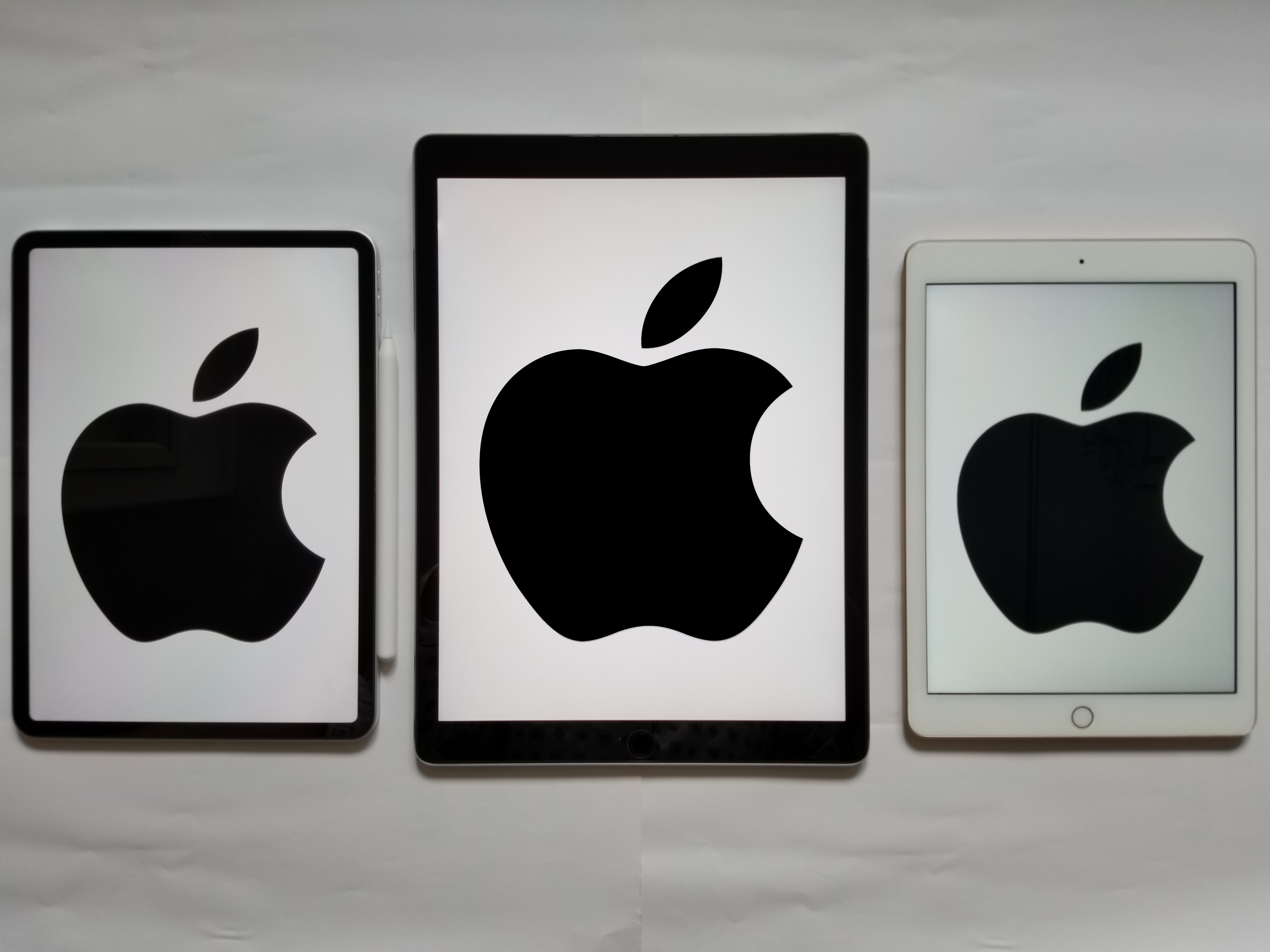
(左から) iPad Pro、Apple Pencil (第2世代)

### Apple Pencil（第1世代）
Apple Pencilは圧力感知と角度検出機能を備える。プラスチック製ボディには、iPadのスクリーンと内部システムと同時に通信できるBluetoothデバイスが内蔵されている 。Apple Pencilの圧力検知機能では、メモ、フリーボードやIllustratorなどのサードパーティー製の描画アプリを使っている場合、ユーザがどれだけ力を入れているかに応じ、より濃いまたは軽いストロークを可能にする。
Apple Pencilは、スムーズに画面に描けるよう、20msと低レイテンシデザインである。iPad Proでは、パームリジェクション（ユーザの手の画面への接触が認識されないようにする機能）が有効である。また、Apple Pencilと指を同時に使用することができる。
Apple Pencilの端にはマグネット式キャップが付いている。このキャップの下にはLightningコネクタがある。これにより、iPadのLightningコネクタ経由でバッテリーを充電できる。空からのフル充電には約12時間掛かるが、iPadのLightningコネクタに15秒間差し込むと30分の使用が可能である 。また、付属の両端がLightningメスのLightningアダプタを使用して、標準のLightningケーブルで充電することもできる。
Apple Pencilのサポートは2018年のiPad発売以降、Pro以外のiPadシリーズにも拡大された。
2022年10月18日、USB-Cポート化されフロントカメラの位置が変更されたiPadの発表に伴い、USB-Cメス - LightningメスのUSB-C - Apple Pencilアダプタ同梱に構成が変更された。
対応するiPad
- 12.9インチiPad Pro（第1世代、第2世代）
- 10.5インチiPad Pro
- 9.7インチiPad Pro
- iPad Air（第3世代）
- iPad (A16)
- iPad（第6世代、第7世代、第8世代、第9世代、第10世代）
- iPad mini（第5世代）

### Apple Pencil（第2世代）

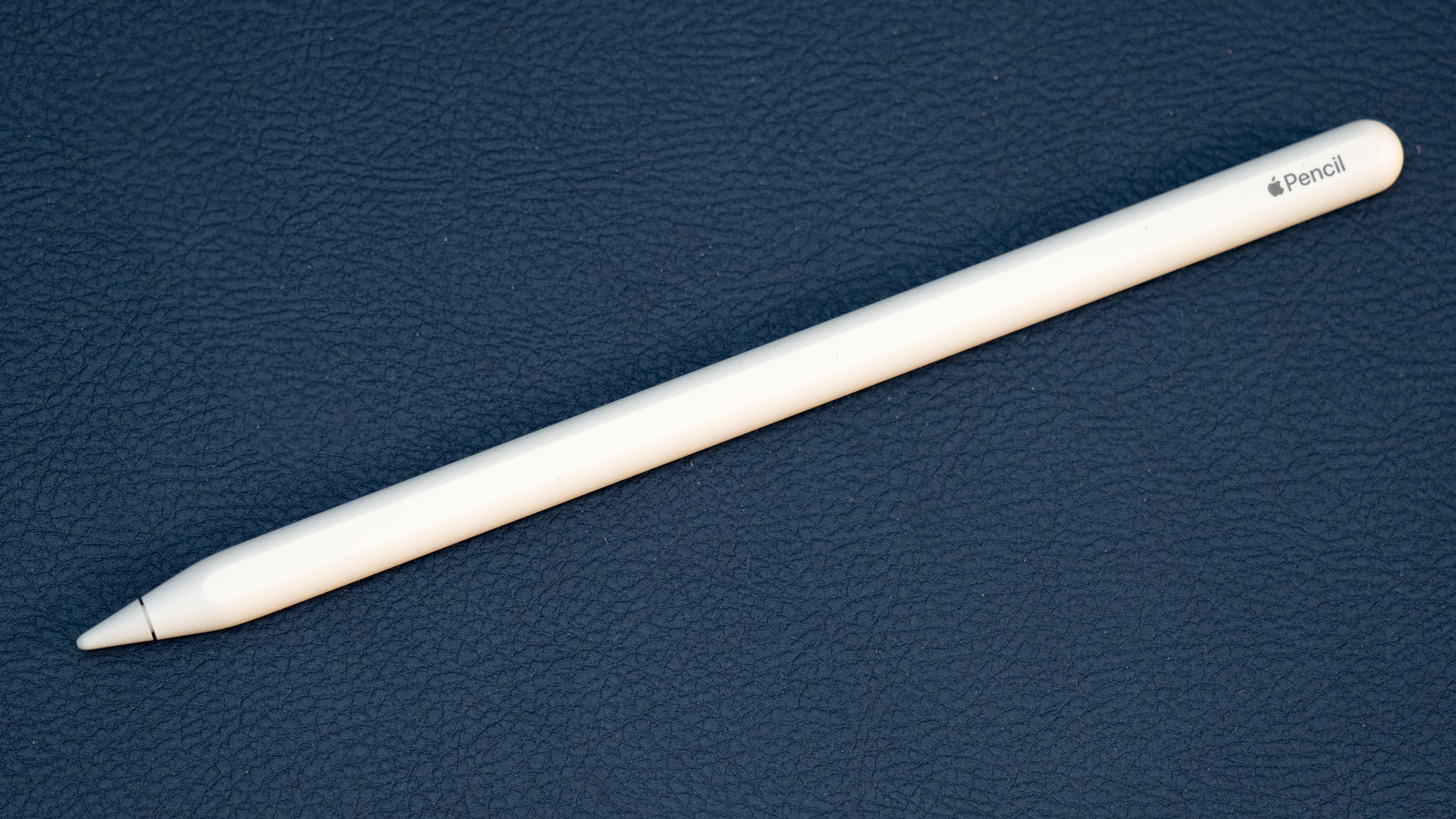
Apple Pencil (第2世代)

2018年10月30日に、iPad Proの新機種とともに専用のApple Pencilとして発表された。ペアリングや充電は、磁石で対応するiPad側面に着けることによって行なわれる。全長が短くなり、重量バランスも改善された。また、ペン先付近 側面をダブルタップしてペン/消しゴムなどのツールをすばやく切り替えられる機能が追加された。
iPadOS 13では9msと更に低レイテンシー化された。
2022年10月26日に発売されたiPad Proでは、画面から最大12mm離れても認識するホバー（ポイント機能とも呼ばれる）が利用できる。
対応するiPad
- 12.9インチiPad Pro（第3世代、第4世代、第5世代、第6世代）
- 11インチiPad Pro（第1世代、第2世代、第3世代、第4世代）
- iPad Air（第4世代、第5世代）
- iPad mini（第6世代）

### Apple Pencil（USB-C）
2023年10月17日に「よりお求めやすい価格」として、Apple Pencilで3番目に発表されたモデルである。USB-C搭載の全てのiPadとUSB-Cケーブルで、ペアリングと充電が行なえる。先の第2世代の物と比較するとダブルタップと筆圧感知には非対応で、デザインは似ているがUSB-Cポートがスライド式（取り外し不可）のキャップの中にある。対応するiPadにより、第2世代のローエンドモデルあるいは第1世代の後継モデルの扱いとされ、「第3世代」ではない。
対応するiPad
- 13インチiPad Pro (M4)
- 12.9インチiPad Pro（第3世代、第4世代、第5世代、第6世代）
- 11インチiPad Pro (M4)
- 11インチiPad Pro（第1世代、第2世代、第3世代、第4世代）
- 13インチiPad Air (M2、M3)
- 11インチiPad Air (M2、M3)
- iPad Air（第4世代、第5世代）
- iPad (A16)
- iPad（第10世代）
- iPad mini (A17 Pro)
- iPad mini（第6世代）

### Apple Pencil Pro
2024年5月7日、iPad新モデルの発表イベントにおいて、Apple Pencilで4番目に発表されたモデルである。新たにスクイーズという指で強く押す操作でパレットメニューなどを呼び出せる機能や、ペン軸の回転（ひねり）を検知するバレルロール、ユーザの操作に応じて軽い振動を返す触覚フィードバックが搭載され、探すアプリへの対応がある。そのほかに、第2世代の機能を全て引き続き搭載しており、2024年発表モデルで、第2世代が利用できなくなった代わりのモデルである。製品外箱のデザインは5種類存在する。
対応するiPad
- 13インチiPad Pro（M4)
- 11インチiPad Pro (M4)
- 13インチiPad Air (M2、M3)
- 11インチiPad Air (M2、M3)
- iPad mini (A17 Pro)

## 利用法

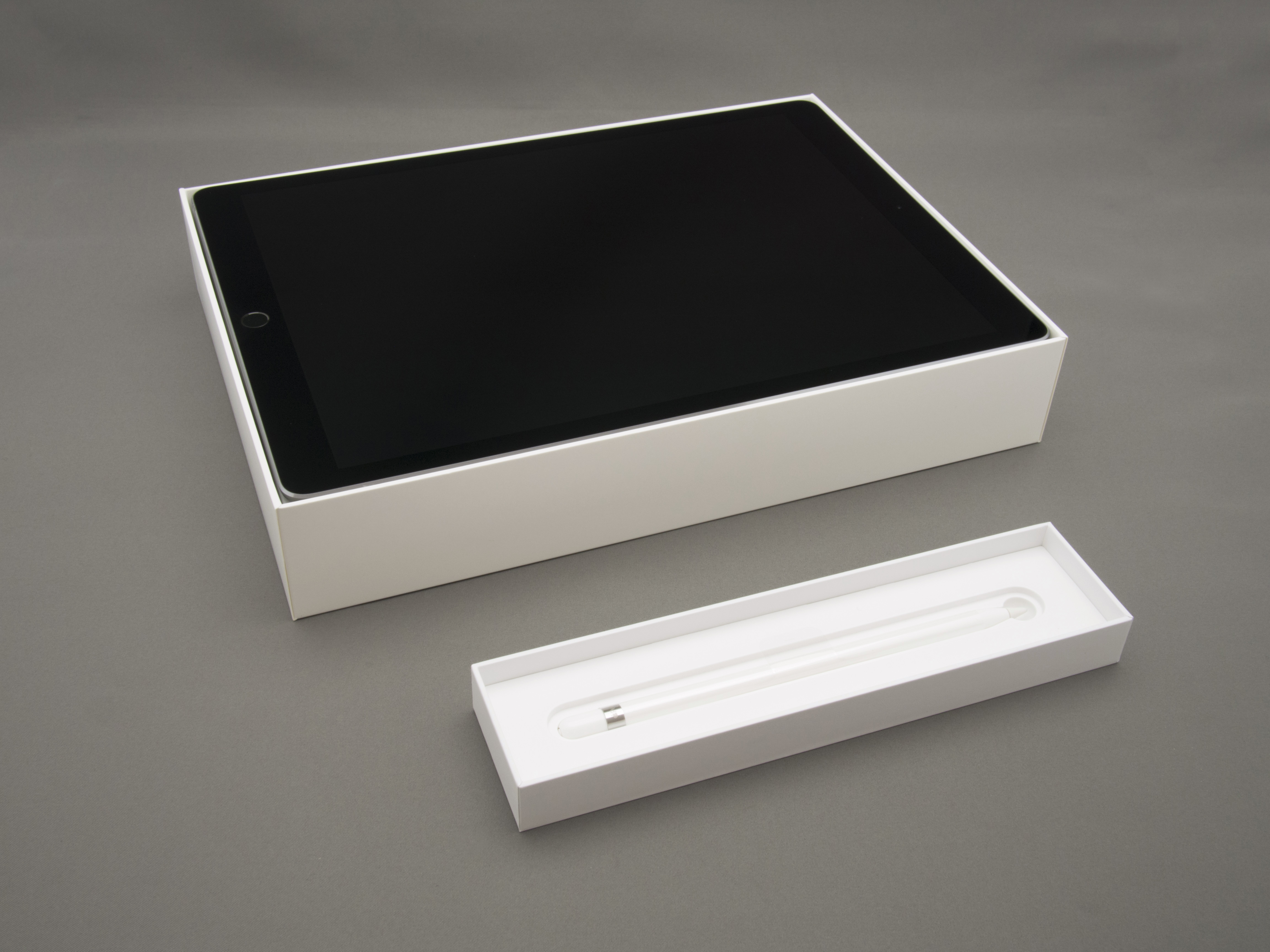
iPad Pro、Apple Pencil (箱入り)

iPadの主な入力方法はマルチタッチ入力である が、Apple PencilはiPad ProとiPadでクリエイティブワークを行えるようにデザインされている。これによりiPad上で、より実用的な描画を可能にする。 2015年9月に行われたAppleイベントでは、Adobe Creative Cloudのモバイル版と 、いくつかのMicrosoft Officeアプリでのドキュメント注釈の描画機能が実演された。
2020年9月17日に正式リリースされたiPadOS 14より、テキストフィールドにApple Pencilで手書き入力ができる「スクリブル」が実装された。手書きで文字の入力、削除、選択、挿入、結合が可能である。当初は英語と中国語のみであったが、iPadOS 15より日本語にも対応した。

## 内部エレクトロニクス
Apple Pencil（第1世代）は、32MHzで動作するSTMicroelectronicsのSTM32L151UCY6（超低消費電力32ビットRISC ARMベースのCortex-M3 MCU）、64KBのフラッシュメモリ、Bosch Sensortech BMA280 3軸加速度計、および Cambridge Silicon Radio (Qualcomm)のCSR1012A05をiPadとのBluetooth接続用に搭載している。
リサイクル可能な3.82V、0.329Whのリチウムイオン充電池によって駆動する。 
ペン先の近くにはアンテナと圧力センサーがある。また、このペン先（Apple Pencilチップ）は4個入りで交換用として販売されている。

## サードパーティーのiPad用スタイラスペン
iPad用のスタイラスペンはサードパーティーからも販売されている。しかし、圧力感度、パームリジェクションや角度検出のための技術は統一されていない。また、レイテンシが高い、ストロークが不正確といった問題がある。各サードパーティーは独自ハードウェアとソフトウェアでアプローチしているため、市場には多くのスタイラスペンとアプリが乱立している。例えば、あるスタイラスが圧力感知するように設計されていても、それを使用するためには、アプリ側でそのスタイラスの専用の圧力感知機能が実装されている必要があるため、実際にその機能を使用できる場面は限られてしまう。iPad Proよりもレイテンシが高い以前のiPadハードウェアでは全てに制限があった。
Apple Pencil以外の一般的なスタイラスとしては、WacomやAdonitの製品がある 。

### Crayon

#### 第1世代
2018年3月27日、LogitechはAppleの製品発表会にて、2018年の9.7インチiPad専用にデザインした新しいスタイラスペンのLogitech Crayonを先行披露した。Crayonは、日本では2018年9月から販売されている。ペアリングを必要とするApple Pencilと違い、このスタイラスペンは独自の接続方法を使用し、筆圧感知機能を搭載しないが角度検出機能を備えており、教育市場向けに設計され、机から転がり落ちることを防止するために太く角張った形状である(長さ 163mm, 幅 12mm, 厚さ 8mm, 重量 20g)。教育チャネルを通じて$49で販売されている。日本では、Logicool Crayon for iPadとして、学生・教職員向けApple Storeでは2022年10月現在10,800円（旧価格6,800円）である。Crayonは、2018年より前のiPad Proでは利用できないが、iPad Air（第3世代）とiPad mini（第5世代）、2018年に発売されたiPad Proとは互換性がある。色は、オレンジとグレイ。
対応するiPad
- iPad Pro（12.9インチ）（第6世代）
- iPad Pro（12.9インチ）（第5世代）
- iPad Pro（12.9インチ） (第4世代)

- iPad Pro（12.9インチ） (第3世代)
- iPad Pro（11インチ）（第4世代）
- iPad Pro（11インチ）（第3世代）

- iPad Pro（11インチ） (第2世代)

- iPad Pro（11インチ） (第1世代)
- iPad（第10世代）

- iPad（第9世代）

- iPad（第8世代）

- iPad（第7世代）

- iPad（第6世代）
- iPad Air（第5世代）

- iPad Air （第4世代）

- iPad Air （第3世代）

- iPad mini （第6世代）

- iPad mini （第5世代）

#### 第2世代
2022年10月18日、USB-Cポートとなりキャップが省略された新デザインのCrayonがiPad（第10世代）とともに発表された。長さ: 15.9cm、幅: 1.2cm、厚さ: 0.8cm、重量: 20g。
対応するiPad
- iPad Pro（13インチ）(M4）
- iPad Pro（12.9インチ）（第6世代）
- iPad Pro（12.9インチ）（第5世代）
- iPad Pro（12.9インチ）（第4世代）
- iPad Pro（12.9インチ）（第3世代）
- iPad Pro（11インチ）(M4)
- iPad Pro（11インチ）（第4世代）
- iPad Pro（11インチ）（第3世代）
- iPad Pro（11インチ）（第2世代）
- iPad Pro（11インチ）（第1世代）
- iPad Air（13インチ）(M2)
- iPad Air（11インチ）(M2)
- iPad Air（第5世代）
- iPad Air（第4世代）
- iPad（第10世代）
- iPad mini（第6世代）